# Al-Hijr (sourate)
Al-Hijr (arabe : سُورَةُ ٱلْحِجْرِ, La vallée des pierres) est le nom traditionnellement donné à la 15e sourate du Coran, le livre sacré de l'islam. Elle comporte 99 versets. Rédigée en arabe comme l'ensemble de l'œuvre religieuse, elle fut proclamée, selon la tradition musulmane, durant la période mecquoise.

## Origine du nom
Bien que le titre ne fasse pas directement partie du texte coranique, la tradition musulmane a donné comme nom à cette sourate La vallée des pierres, en référence au contenu du quatre-vingtième verset : « 80. Les compagnons d'al-Hijr ont traité de menteurs les envoyés. »

## Historique
Il n'existe à ce jour pas de sources ou documents historiques permettant de s'assurer de l'ordre chronologique des sourates du Coran. Néanmoins selon une chronologie musulmane attribuée à Ǧaʿfar al-Ṣādiq (VIIIe siècle) et largement diffusée en 1924 sous l’autorité d’al-Azhar,, cette sourate occupe la 54e place. Elle aurait été proclamée pendant la période mecquoise, c'est-à-dire schématiquement durant la première partie de l'histoire de Mahomet avant de quitter La Mecque. Contestée dès le XIXe par des recherches universitaires, cette chronologie a été revue par Nödelke,, pour qui cette sourate est la 57e. 
La sourate contient une cohérence thématique, point de vue partagée par Neuwirth qui voit dans ce texte une forte autoréférentialité. À l’inverse, pour Blachère, cette sourate serait une juxtaposition de textes. 

## Interprétations
La sourate est composée de trois blocs narratifs. Le premier bloc (v.26-42) évoque la création de l’homme et la figure d’Iblis. Le récit de la rébellion d’Iblis possède, en particulier des « antécédents clairs dans les traditions juive et chrétienne ». Il s’inscrit dans un courant important chez les chrétiens syriaques, qui possèdent une littérature dont certains passages de ce récit sont des « parallèle[s] exact[s] ».  Le second bloc (v.49-75) évoque les figures d’Abraham et de Loth. Le dernier (v.76-84) évoquent les gens d’al-Ayka, ceux d’al-Hijr...

## Galerie

Texte de la sourate (Coran datant de 1874)
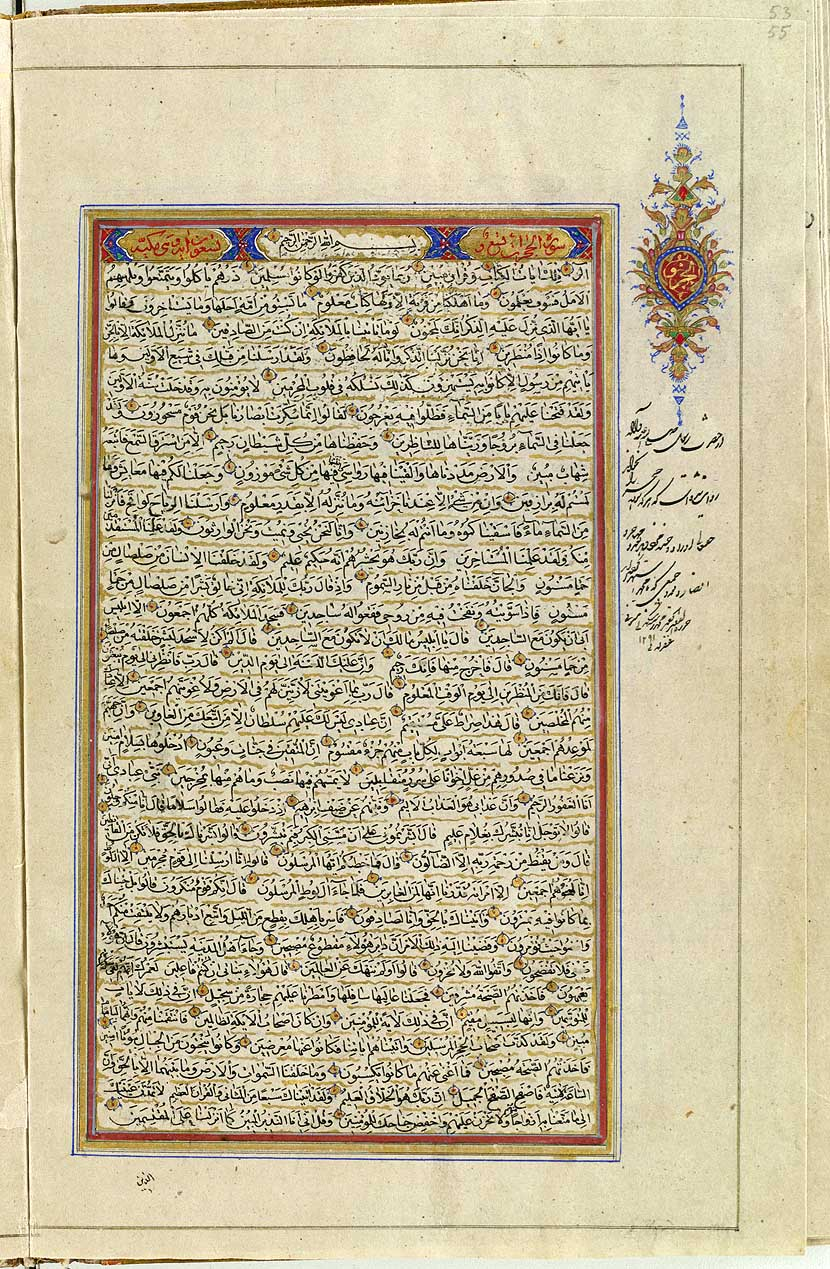
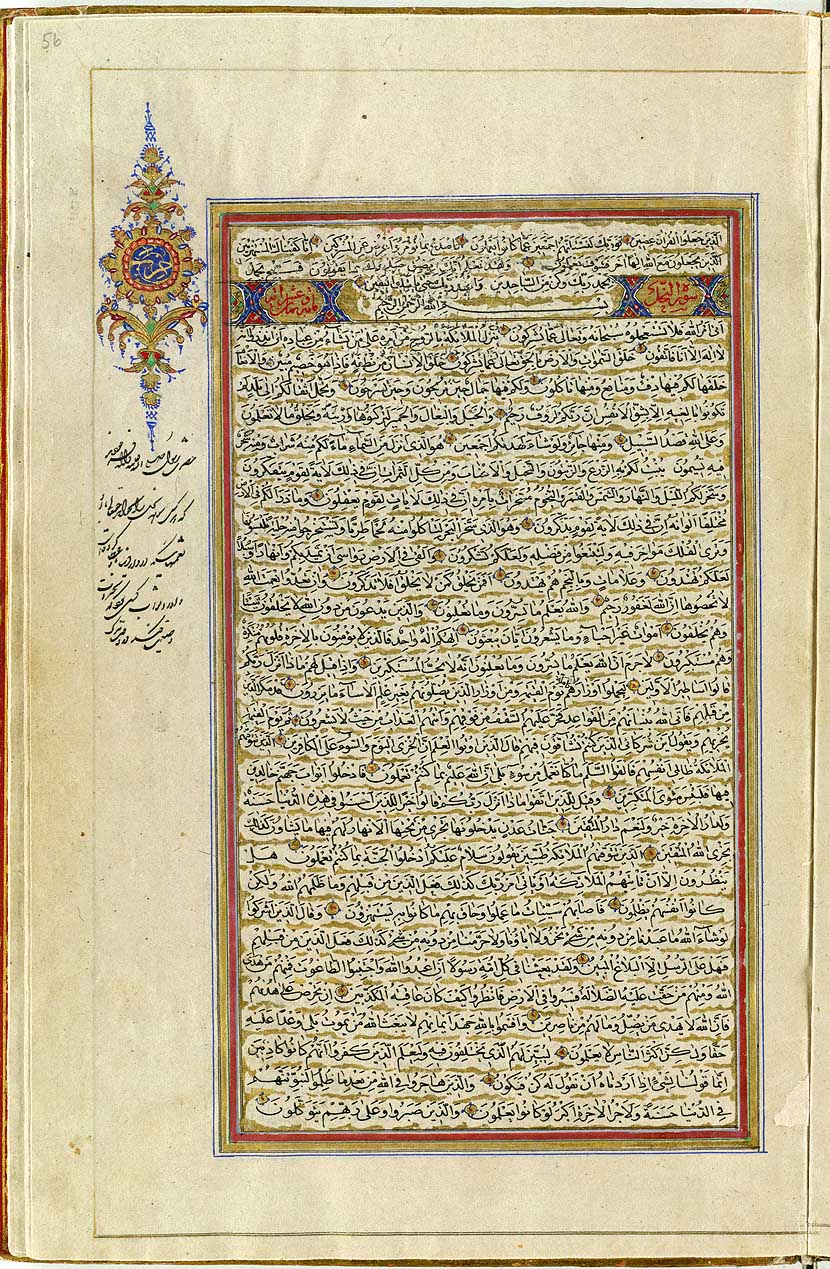